# Antonio Persio

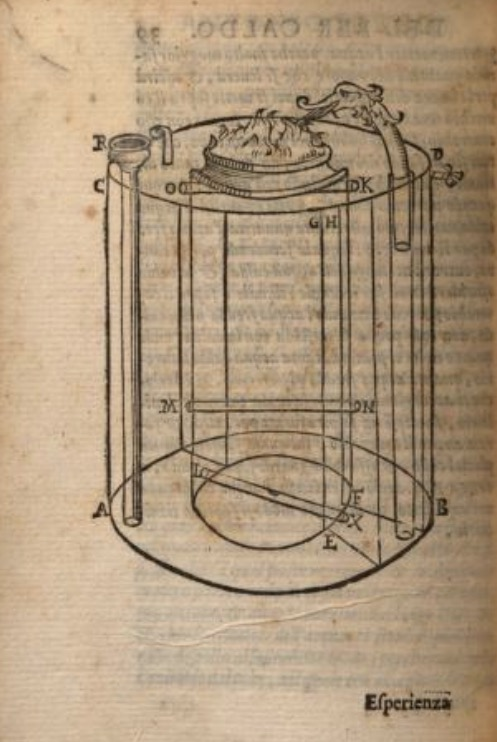

Antonio Persio (Matera, 1543 – Roma, 11 febbraio 1612) è stato un filosofo italiano.

## Biografia
Figlio dello scultore Altobello Persio e fratello di Ascanio, linguista, Domizio e Giulio, rispettivamente pittore e scultore, compì i primi studi a Matera dove prese gli ordini minori.
Trasferitosi a Napoli dove divenne sacerdote, conobbe Bernardino Telesio di cui diventò discepolo, e scrisse diverse opere a difesa e chiarimento del pensiero del suo maestro. Dopo la morte dello stesso Telesio, fece pubblicare alcuni suoi scritti minori intitolandoli Varii de rebus naturalibus libelli.
Nel 1572 si trasferì a Venezia, e nel 1576 diventò parroco a Padova e pubblicò il Trattato dell'ingegno dell'huomo, in cui riprendeva la teoria telesiana dello spiritus, principio spirituale, movimento, vita, intelligenza.
Nel 1590 si trasferì a Roma, dove morì nel 1612; qui conobbe anche Tommaso Campanella e Galileo Galilei e pubblicò un trattato di carattere medico, Del bever caldo, in cui riprendeva diverse idee già trattate in precedenza riguardo allo spirito e ai consigli per la sua conservazione.

## Opere
- Digestum vetus seu Pandectarum iuris civilis: commentarijs Accursii ... praecipue autem Antonii Persii philosophiae

... illustratus, Venezia, Francesco De Franceschi, Gaspare Bindoni, Nicolò Bevilacqua, Damiano Zenaro, 1574.
- Trattato dell'ingegno dell'huomo, Venezia, Aldo Manuzio, 1576.
- Liber nouarum positionum, in Rhetoricis Dialecticis Ethicis Iure ciuili Iure pontificio Physicis, Venezia, Iacopo Simbeni, 1575.
- Digestum vetus, seu Pandectarum iuris civilis tomus primus: cum pandectis florentini, Venezia,  De Franceschi, Francesco ; Bindoni, Gaspare, il vecchio ; Bevilacqua, Niccolò ; Zenaro, Damiano, 1575.
- Disputationes libri novarum positionum Antonii Persii, triduo habitae Venetiis anno MDLXXV, mense maio. Edidit Andreas Alethinus, Firenze, Marescotti, 1576.

- Del bever caldo, costumato da gli antichi Romani , Venezia, Ciotti, 1593.
- B. Telesio, Varii de naturalibus rebus libelli ab Antonio Persio editi, Venezia,  Felice Valgrisio, 1590.
- Varii de naturalibus rebus libelli